# Teesdale
Teesdale är en dal i Storbritannien.   Den ligger i riksdelen England, i den centrala delen av landet, 400 km norr om huvudstaden London.